# 누더기 영애는 언니의 전 약혼자에게 익애받는다
누더기 영애는 언니의 전 약혼자에게 익애받는다(ずたぼろ令嬢は姉の元婚約者に溺愛される, Betrothed to My Sister's Ex)는 토비라노가 집필한 일본의 라이트 노벨 시리즈이다. 무라사키 마이가 그림을 그렸다. 2019년 10월부터 사용자 제작 소설 출판 사이트 소설가가 되자(Shōsetsuka ni Narō)에서 온라인 연재를 시작했다. 나중에 M Novels f 인쇄물로 2020년 4월부터 7권을 출판한 후타바샤에 의해 인수되었다. 나카쿠라 치카게의 작품을 각색한 만화는 2020년 7월부터 후타바샤의 가우가우 몬스터 웹사이트를 통해 온라인으로 연재되었으며 단행본 8권으로 수집되었다. LandQ Studios가 제작한 애니메이션 TV 시리즈는 2025년 7월에 첫 방송될 예정이다.

## 같이 보기
- 악역 영애이기 때문에 최종 보스를 길러보았습니다